# 모레타

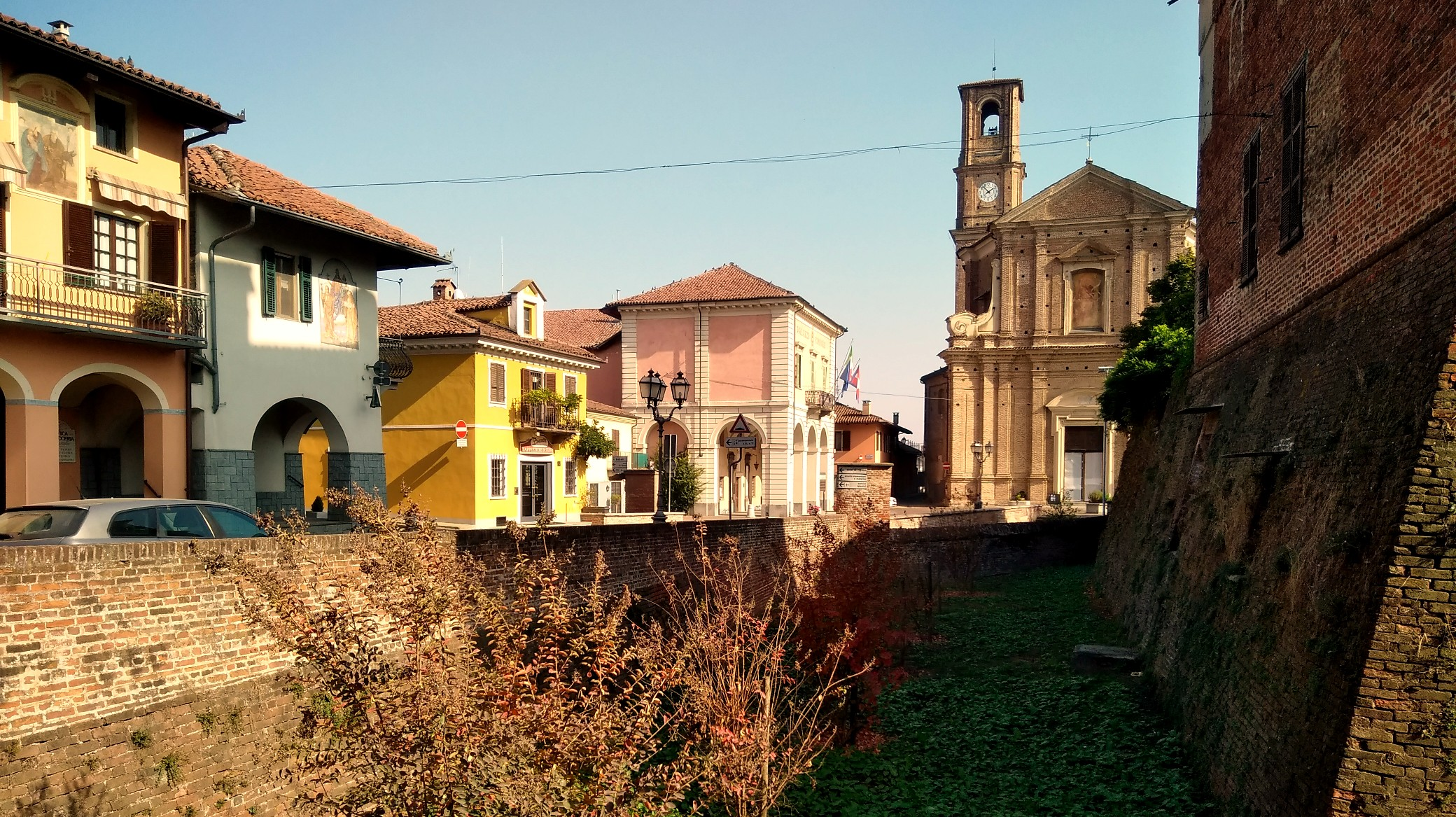

모레타(Moretta)는 이탈리아 피에몬테주 쿠네오도의 코무네이며, 토리노에서 남서쪽으로 약 35킬로미터 지점, 쿠네오에서 북쪽으로 약 40킬로미터 지점에 위치해 있다. 2017년 1월 1일 기준으로 이 지역의 인구 수는 141명이며 면적은 23.99 제곱 킬로미터이다.
프라치오네 보글리오 등 여러 지방 자치체를 포함하고 있다.